# Cats and Peachtopia
Cats and Peachtopia (chinês: 猫与桃花源; bra: Cats e a Gatolândia; prt: Bráulio e o Mundo dos Gatos) é um filme de animação chinês, escrito e dirigido por Gary Wang e estrelando por Li Yufeng e Yang Yanduo. produzido pela Light Chaser Animation Studios. Foi lançado na China em 5 de abril de 2018.
O filme conta a história de um gato doméstico que muitas vezes fica atordoado no parapeito da janela e vive em um cobertor confortável, mas tem que embarcar em uma aventura com a capa de seu filho para encontrar a fonte de flor de pessegueiro do lendário gato.

## Enredo
Nascida e criada em um arranha-céu na cidade, a gatinha estava cansada da vida confortável da família e queria conhecer o mundo lá fora. Para este fim, Blanket saiu de casa resolutamente para encontrar a lendária "casa de flor de pêssego do gato". Seu pai, um gato gordo de pêlo curto cinza, e uma grande amiga, uma arara, foram procurar o gatinho que havia fugido de casa. Eles descobriram que o gatinho havia entrado na fábrica de vidro e estava correndo um grande perigo.

## Elenco
- Li Yufeng como Blanket, Um gato cinzento de pelo curto inglês com um corpo redondo e um par de olhos cortantes. Ele mora em um arranha-céu na cidade desde que era criança.Ele é gordo e preguiçoso e não gosta de se mover, geralmente atordoado no parapeito da janela. Ele estava com medo do mundo exterior por causa de um evento passado e não estava disposto a sair de casa.
- Yang Yanduo como Cape, O filho da manta, o esperto e travesso gato laranja. Ele tem olhos grandes e está cheio de leite. Nascido em apartamento e nunca mais saiu de casa, ele estava cheio de curiosidade pelo mundo exterior, ansiando pelo campo de flores de pessegueiro do lendário gato, mas seu pai o proibiu de sair de casa.
- Zhang Zhe como Biggie, Uma arara fêmea, de cores vivas, é uma nova amiga do pai e do filho gato. Muito entusiasmado, costuma adorar "dançar" e morder coisas. Ela e o pai gato "Blanket" embarcaram em uma aventura para encontrar a "capa".
- Chen Linsheng como Gato preto, Um gato preto que dirige um bar tem um resfriado por fora e um calor por dentro, ele tem uma cicatriz no corpo e é um pouco manco. Era originalmente um gato selvagem de rua, que passou por um período de dificuldades. Ele deu um colar para ajudar pai e filho gato a sair de perigo.

## Por trás das cenas
A produção do filme durou 4 anos e custou mais de 75 milhões de renminbis. O filme foi ambientado na cidade montanhosa de Chongqing. A construção da enorme paisagem urbana é muito complicada. Para melhorar a eficiência da produção e tornar a paisagem urbana no filme mais realista, a equipe de produção usou especialmente a tecnologia de modelagem procedural para construir o toda a paisagem urbana. Para construir um sistema de vegetação complexo e diversificado na floresta, o film party construiu especialmente uma enorme biblioteca de materiais vegetais para esse fim.
Todos os pelos de gato no filme são feitos com cálculos CG de alta precisão, o que torna a imagem do protagonista quase falsa e real.A tecnologia de produção de magma de vidro fluido de alta precisão também traz efeitos especiais chocantes. Em termos de efeitos sonoros de filmes, Light Chaser Animation Studios encontrou especificamente a melhor equipe de produção de som de Hollywood para participar da pós-produção do filme.

## Produção e distribuição

### Publicidade antecipada
Em 17 de janeiro de 2018, o primeiro pôster do filme foi lançado e foi anunciado que ele estava oficialmente programado para ser lançado em 5 de abril de 2018 durante o feriado de Ching Ming; Em 24 de janeiro, a festa do filme anunciou o primeiro trailer de 60 segundos; Em 6 de fevereiro, a produtora lançou um conjunto de pôsteres sobre a aparição do protagonista na "Versão do Pet Searching" na forma de "Pet Searching Notice"; Em 6 de março, a festa do filme anunciou o trailer e o pôster de "Edição Pai e Filho"; Em 27 de março, a festa do filme lançou o trailer e o pôster definitivos.

## Avaliação de vídeo
Cats and Peachtopia concentra-se na melodia familiar do "crescimento" e é uma obra-prima dos filmes de animação familiar chineses. O cobertor e o manto, pai e filho, cresceram na jornada de aventura: o manto simboliza a falta de vontade de hesitar ao sonho do adolescente, o cobertor interpreta o significado educativo do papel do pai; e o gato preto que cresceu levanta-se com a manta acompanha a manta novamente Embarcando na estrada para encontrar uma criança, testemunhando a independência da capa e o crescimento da manta como pai. Esta é uma transmissão da conotação de "crescimento" e a transmissão do amor indispensável em toda família de pais e filhos.
Cats and Peachtopia tem não só os altos e baixos e o enredo engraçado que as crianças adoram, mas também a reflexão profunda dos pais sobre as responsabilidades familiares e a falta de afeto. Esse tipo de núcleo de crescimento bidirecional, sem dúvida, beneficiará muito pais e filhos e ajudará a orientar as crianças a estabelecer uma visão correta da vida, o que tem um profundo significado educacional.